# Tanaostigma lobo
Tanaostigma lobo är en stekelart som beskrevs av Lasalle 1987. Tanaostigma lobo ingår i släktet Tanaostigma och familjen Tanaostigmatidae. Inga underarter finns listade i Catalogue of Life.